# Guale
Guale bezeichnet ein Stammesfürstentum und ein nordamerikanisches Indianervolk, das im späten 16. Jahrhundert Teil des Missionssystems im spanisch kolonisierten Florida wurde. Die Guale lebten entlang der Küste des heutigen Bundesstaates Georgia und den Sea Islands, der Küste Floridas, Georgias und South Carolinas vorgelagerten Inseln. Während des 17. und 18. Jahrhunderts wurde der Stamm zerstreut. Einige der überlebenden Nachkommen der Guale migrierten in die spanischen Missionsgebiete in Florida, während andere in der Nähe der Küste Georgias blieben. Sie verbanden sich mit weiteren Überlebenden aus anderen Stämmen. Aus diesen Verbindungen entstand der Stamm der ethnisch gemischten Yamasee.

## Sprache
Es ist nicht gesichert, welche Sprache die Guale sprachen. Eine Option ist die Zuordnung zu den Muskogee-Sprachen, das wird allerdings durch den Historiker Sturtevant bezweifelt, der nachweisen konnte, dass die Vokabeln, von denen man annahm sie seien Guale, den Creek zuzuordnen sind. Es gibt einige Hinweise auf Aufzeichnungen der Guale-Grammatik, die 1569 von dem Jesuiten Domingo Agustín Váez niedergeschrieben wurde, die Dokumente wurden allerdings nie gefunden.

## Geschichte

### Vor- und Frühgeschichte
Archäologische Studien legen nahe, dass die Vorfahren der Guale entlang der Küste Georgias und der Sea Islands lebten. Spätestens ab 1150 nach Christus lebten das spätere Volk der Guale in dieser Region. Die prähistorischen Kulturen der Guale werden von Archäologen in die Savannah-Phase von 1150 bis 1300 und in die Irene-Phase von 1300 bis etwa 1600 unterschieden. Während die vorgeschichtlichen Guale in vielerlei Hinsicht ihren Nachbarn in der Region ähnelten, gibt es unterscheidende archäologische Merkmale zwischen den Proto-Guale und anderen Gruppen. Sie waren gesellschaftlich in Stammesfürstentümer organisiert und bauten Hügelanlagen, die sogenannten Mounds, nach dem Vorbild der Mississippi-Kultur.

### Spanische Mission
Das Stammesgebiet der Guale wurde die dritte Provinz der spanischen Kolonie Floridas. Die ersten beidem waren die Provinzen der Timucua und der Apalachee, die Einrichtung einer vierten Provinz entlang des Unterlaufs des Chattahoochee River, die als Apalachicola Provinz bekannt wurde, scheiterte, noch bevor eine Missionsstation in dem Gebiet errichtet werden konnte. Die Missionsprovinz Guale verlief an der Atlantikküste und den Sea Islands und wurde vom Altamaha River im Norden und dem Savannah River im Süden begrenzt. Zu dem Gebiet gehörten unter anderen Inseln auch Sapelo Island, St. Catherines Island, Ossabaw Island, Wassaw Island und Tybee Island. Mitte des 16. Jahrhunderts existierten sechs Missionsstationen im angestammten Gebiet der Guale, die größten Siedlungen befanden sich wahrscheinlich auf St. Catherines Island. Von den drei Missionsprovinzen war Guale die instabilste. Obwohl in den 1580ern bereits besetzt und erobert, rebellierten die Guale 1597 und 1645 und schafften es beinahe die Missionen zu vertreiben. Sie betrieben, obwohl illegal, weiterhin Handel mit französischen Freibeutern.

### Verschmelzung von La Tama und Yamasee
Indianer aus dem gesamten Südostens Nordamerikas wurden von den spanischen Missionen und dem Handel mit in Europa gefertigten Waren angezogen. Viele Indigene aus anderen Stämmen als dem Gualefürstentum zogen im 17. Jahrhundert in die Umgebung der Missionen im Stammesgebiet der Guale. Die meisten stammten aus einer indianischen Provinz im nordwestlichen Georgia, die von den Spaniern als „La Tama“ bezeichnet wurde. In den 1660ern wurde sowohl die Provinz La Tama wie auch die angrenzenden Gebiete Ziel etlicher Überfälle durch die gut ausgerüsteten und bewaffneten Westo. Dies führte dazu, dass die La-Tama-Indianer in verschiedene Richtungen flohen, unter anderem auch in die Siedlungen Coweta und Cussita am unteren Flusslauf des Chattahoochee im Gebiet der Apalachee- und Guale-Missionen. Die La Tama sprachen wie die Coweta, Cussita, and Apalachee einen Hitchiti-Dialekt aus der Sprachfamilie der Muskogee-Sprachen. Ob die Sprache der Guale ebenfalls mit diesem Dialekt verwandt war, ist unbekannt.
Zunächst benutzten die Spanier im Jahre 1675 den Begriff „Yamasee“ um die neu zugezogenen Flüchtlinge aus den unterschiedlichen Stämmen zu beschreiben und rechneten damit alle der Gruppe der La Tama zu. In der Provinz Guale schlossen sich einige dieser Yamasee den existierenden Missionen an, während sich andere in deren Umgebung niederließen.

### Zerstörung und Auflösung
Zwischen 1675 und 1684 zerstörten die Westo, mit Unterstützung der Provinzen Carolina und Virginia, begleitet von Angriffen durch von den Engländern unterstützten Piraten das Missionssystem in der Provinz der Guale. Die Mission Santa Catalina de Guale wurde 1680 zerstört und bis 1684 waren alle sechs Missionen verlassen. Die La Tama Yamasee und andere Flüchtlinge zerstreuten sich, ebenso die Guale selbst. Eine zogen in andere Missionen im spanisch kontrollierten Florida um, aber die meisten lehnten die spanische Autorität ab, teilweise weil diese sich als unfähig erwiesen hatte sie zu beschützen und sich weigerte ihnen Feuerwaffen zur Verfügung zu stellen. Die meisten Indianer der Guale-Provinz siedelten in den Gebieten der Apalachee oder der Apalachicola.

### Entstehung der Yamasee
Eine kleine Gruppe der Yamasee-Guale-Flüchtlinge unter Chief Altamaha zog kurz vor dem Jahr 1684, anders als die anderen Flüchtlinge nach Norden in das Mündungsgebiet des Savannah River. In dem Jahr wurde eine schottische Kolonie namens Stuarts Town im Port Royal Sound unweit des Savannah River in South Carolina gegründet. Die Kolonie existierte bis zu ihrer Vernichtung durch die Spanier nur zwei Jahre lang, aber in dieser Zeit hatten sich enge Verbindungen zu den Yamasee-Guale entwickelt.
Im Spätjahr 1684 überfielen diese Indianer, ausgestattet mit schottischen Feuerwaffen, die Provinz Timucua und zerstörten die Mission Santa Catalina de Afuyca. Sie kehrten mit 22 Gefangenen nach Stuarts Town zurück und verkauften diese als Sklaven. Ähnliche Überfälle erfolgten wiederholt während der folgenden zwei Jahre. Der Erfolg der mit Stuarts Town verbündeten Yamasee-Guale sprach sich in der Region herum und die Bevölkerung der „Yamasee“ nahm schnell zu. Obwohl die Indianer als Yamasee bekannt wurden, blieben die Guale ein bedeutender und eigenständiger Teil des Stammes.
Nach der Zerstörung von Stuarts Town und auf heftigen spanischen Widerstand treffende Gegenangriffe auf die ehemalige Guale-Provinz durch die South Carolinier, die von den Yamasee unterstützt wurden, wurden die Verbindungen zwischen den Kolonisten und den Yamasee noch enger.
Diejenigen "Yamasee", die in das Gebiet um Port Royal gezogen waren, waren Teil einer Wiedervereinigung des ursprünglichen La Tama Stammesfürstentums, hatten aber auch große Bevölkerungsanteile aus dem Stamm der Guale, sowie anderer im Wesentlichen von den Muskogee stammenden Gruppen. Die Yamasee lebten bis zum Yamasee-Krieg 1715 in South Carolina, nach dem sie weit verstreut wurden und letztlich als Stamm aufhörten zu existieren. Während ihrer Geschichte zeigten die Yamasee jedoch ausgesprochene multi-ethnische Fähigkeiten. Ihre Siedlungen wurden von den Briten in „Obere und Untere Siedlungen“ unterschieden.
In den Unteren Siedlungen lebten überwiegend La-Tama-Indianer, die Orte hatten beispielsweise Namen wie Altamaha (nach dem Chief der dort lebte), Ocute und Chechesee (Ichisi). Die Oberen Siedlungen wurden weitestgehend von Guale bewohnt, obwohl andere Ethnien dort ebenfalls integriert wurden. Die Orte mit überwiegend von den Guale stammenden Bewohnern umfassten unter anderen Pocotaligo, Pocosabo und Huspah. Die Oberen Siedlungen wie beispielsweise Tulafina, Sadketche (Salkehatchie) und Tomatley wurden wahrscheinlich von einer gemischten Bevölkerung aus Guale, La Tama und anderen bewohnt. Möglicherweise stammten die La Tama dieser Orte aus Missionen und waren teilweise christianisiert und fühlten sich in der Koexistenz mit den ähnlich missionierten Guale am wohlsten.
Die wenigen „Flüchtlingsmissionen“ die auf dem Gebiet der Guale überdauert hatten, wurden bei der Invasion der spanischen Kolonie Florida im Jahre 1702 zerstört. Die Guale waren schließlich zu wenige und zu hilflos um der Einrichtung der Provinz Georgia 1733 durch James Oglethorpe etwas entgegenzusetzen.